# Paraonis gracilis
Paraonis gracilis är en ringmaskart som först beskrevs av Catherine A. Tauber 1879.  Paraonis gracilis ingår i släktet Paraonis och familjen Paraonidae. Inga underarter finns listade i Catalogue of Life.